# Коорт, Альфред Юрьевич
Альфред Юрьевич Коорт (эст. Alfred Koort; 16 (29) сентября 1901, Вильянди, Лифляндская губерния, Российская империя — 28 сентября 1956, Тарту) — эстонский и советский философ, ректор Тартуского университета, депутат Верховного совета СССР 2-го созыва.

## Биография
Родился в семье ремесленника. В подростковом возрасте работал на стройке, а с 1917 года — бухгалтером в администрации города Вильянди. С 1918 года учился в коммерческом училище в Тарту.
В 1919—1924 годах учился на философском факультете Тартуского университета, а в 1925—1928 годах стажировался в аспирантуре в Гёттингенском университете у профессора Г. Миша, а также в Париже. Считается первым профессиональным эстонским (эстоноязычным) философом. В 1934 году получил степень доктора философии, с 1935 года работал адъюнкт-профессором философии, филологии и педагогики в Тартуском университете, с 1939 года — экстраординарный профессор. Первоначально был философом-идеалистом, к концу 1930-х годов перешёл на марксистские позиции. В июне-октябре 1940 года исполнял обязанности декана философского факультета, в 1940—1941 годах — проректор университета.
Во время Великой Отечественной войны остался на оккупированной немцами территории, был отстранён от всех должностей и жил под надзором немецкой полиции, его архив был разграблен.
После освобождения Эстонии советскими войсками в 1944 году назначен ректором Тартуского государственного университета, занимал эту должность до 1951 года. В 1945 году был участником первого съезда эстонской интеллигенции. Депутат Верховного совета СССР 2-го созыва (1946—1950).
Академик АН Эстонской ССР (1946, первый состав). В последние годы жизни — профессор Таллинского педагогического института.
Скончался 28 сентября 1956 года в Тарту. Похоронен на кладбище Раади (университетский участок).

## Награды
- Орден Эстонского Красного Креста IV степени (1939)

## Произведения
- «Sissejuhatus filosoofiasse» (Введение в философию). Tartu: Akadeemiline Kooperatiiv, 1938.
- «Kaasaegset filosoofiat I» (Современная философия. Часть 1). Tartu : Akadeemiline Kooperatiiv, 1938.
- «Beiträge zur Logik des Typusbegriffs» (Исследование о логике понятия типа, докторская диссертация). Tartu: [s.n.], 1938.
- «Inimese meetod» (Метод человека). (составитель Хандо Руннель) Tartu: Ilmamaa, 1996.
- а также несколько десятков статей

## Семья
Был дважды женат, четверо детей. Брат Георг (1907—1964), ветеринарный врач, был в 1950-е годы репрессирован.